# Сарос
Сарос (грец. σάρος) — період повторюваності сонячних та місячних затемнень. Складається з 223 синодичних місяців (в середньому приблизно 6585,3213 доби або 18,03 тропічних років). Сар дорівнює половині сароса. Послідовність затемнень, які розділені одним саросом називається  саросівською послідовністю.
Цей період є наслідком того, що 223 синодичних місяці (середнє значення становить 29,5305882 середніх сонячних діб) майже дорівнює 242 драконічним місяцям (6585,36 днів), тобто через 6585 ⅓ днів Місяць повертається до тієї ж сизигії і до того ж вузла орбіти. Драконічний місяць - проміжок часу між двома послідовними проходженнями Місяця через один і той же (висхідний або спадний) вузол орбіти в її русі навколо Землі. Тривалість на початку 1900 року становила 27,2122204 середніх сонячних діб (27 діб 5:00 5 хвилин 35,84 секунди), збільшується на 0,0035 сек за 100 років.
Крім того, 239 аномалістичних місяців дорівнює 6585,54 днів, тобто відповідні затемнення в кожному саросі настають за майже однакового віддалення Місяця від Землі, а, отже, мають практично таку ж тривалість. Аномалістичний місяць - проміжок часу між двома послідовними проходженнями Місяця через перигей в її русі навколо Землі. Тривалість на початку 1900 року становила 27,554551 середніх сонячних діб (27 діб 13 годин 18 хвилин 33,16 секунд), убуває на 0,095 сек за 100 років.
Протягом одного сароса в середньому відбувається 41 сонячне затемнення і 29 місячних затемнень. Вперше передбачати місячні затемнення за допомогою сароса навчилися в стародавньому Вавилоні. Однак оскільки сарос не кратний добі, частина передбачених місячних затемнень припадатиме на денний час і, таким чином, у визначеному місці не спостерігатиметься.
Сонячні затемнення повторюються через сарос у віддаленій місцевості (зсув становить близько 120° за довготою). Тому найкращі можливості для передбачення затемнень надає період, що дорівнює потрійному саросу - екселігмос (грец. ἐξέλιγμος) 54,09 тр. років, який має ціле число днів (синод. міс. (669), дракон. міс. (726), аномал. міс. (717), діб (19756)). Саме такий період і застосовано в Антикітерському механізмі. Вважають, що потрійний сарос було винайдено вавилонськими жерцями, але інші народи відкрили його самостійно й успішно застосовували.
Берос саросом називає календарний період у 3600 років; менші періоди мали назви нерос (600 років) і соссос (60 років).